# Elliottoepaja
De elliottoepaja (Anathana ellioti)  is een zoogdier uit de familie van de echte toepaja's (Tupaiidae). De wetenschappelijke naam van de soort werd voor het eerst geldig gepubliceerd door George Robert Waterhouse in 1850. Het is de enige soort uit het geslacht Anathana.

## Kenmerken
Deze soort vertoont veel overeenkomsten met een kleine eekhoorn. De rugzijde is geel en bruin gestippeld, met een over de schouder lopende, kenmerkende roomwitte streep. De kop bevat een spitse snuit, grote ogen en behaarde oren. De lange pluimstaart helpt bij het evenwicht. De lichaamslengte bedraagt 17 tot 20 cm, de staartlengte 16 tot 19 cm en het gewicht 150 gram.

## Leefwijze
Dit overdag actieve dier foerageert op de grond en tussen struikgewas, maar ook in bomen. Zijn voedsel bestaat voornamelijk uit wormen en insecten, maar ook vruchten staan op zijn menu. De nacht wordt doorgebracht in een rotsspleet of holle boom.

## Voortplanting
Deze soort leeft vermoedelijk buiten de voortplantingstijd solitair en verdedigt geen territorium , maar veel is daarover niet bekend. Het vrouwtje zorgt voor de jongen.

## Verspreiding
De soort komt voor in de tropische bossen van India.